# Berfaer Straße 5 (Elbenrod)

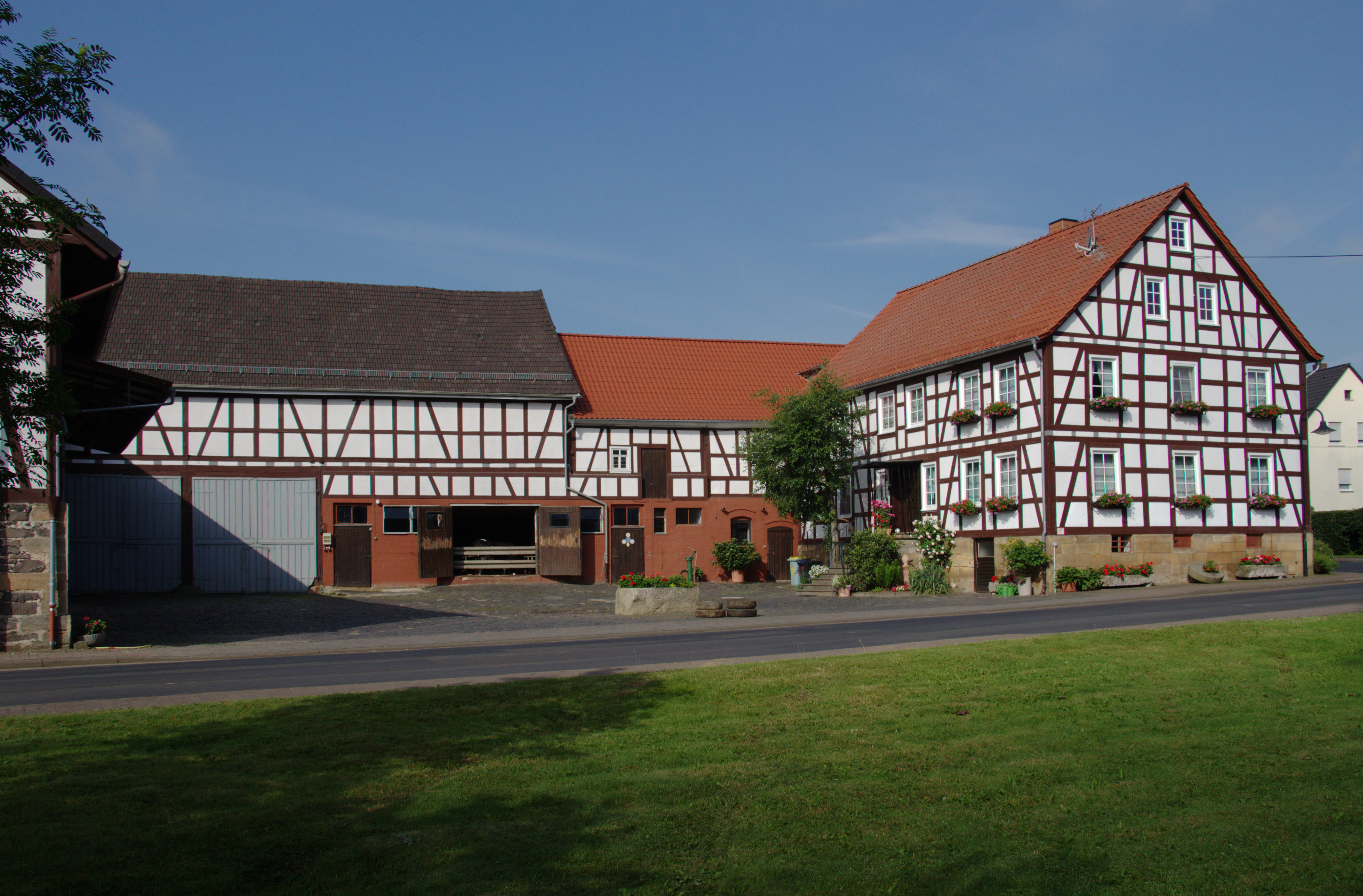
Hofanlage Berfaer Straße 5

Die Hofanlage Berfaer Straße 5 in Elbenrod, einem Stadtteil von Alsfeld im Vogelsbergkreis in Mittelhessen, wurde Anfang des 20. Jahrhunderts errichtet. Die Gebäudeanlage ist ein geschütztes Kulturdenkmal.
Die dreiseitig erschlossene Hofanlage befindet sich im historischen Ortskern von Elbenrod. Das Wohnhaus und die gegenüberliegende Scheune mit hohem Bruchsteinsockel sind in Fachwerkbauweise errichtet. Im hinteren Bereich des Grundstücks befindet sich ein großer Stall-Scheune-Trakt.